# Елисеев, Александр Иванович
Александр Иванович Елисеев (17 марта 1929, Пудожский район, Карелия — 11 января 2010, Сыктывкар) — советский и российский учёный-геолог, доктор геолого-минералогических наук (1983), профессор (2003), Заслуженный деятель науки Коми АССР (1979), Заслуженный деятель науки РФ (1999).

## Биография
Родился 17 марта 1929 года в деревне Пелгозеро, Пудожский район, Карело-Финская ССР.
В 1952 году окончил Карело-Финский государственный университет (Петрозаводск), Геологический факультет.
С 1952 года работает в Секторе геологии / Отдел геологии в Институте геологии Коми филиала АН СССР / Институт геологии Коми научного центра АН СССР / РАН (по году вступления в должность):
- 1952 — младший научный сотрудник
- 1962 — старший научный сотрудник
- 1967 — заведующий лабораторией[какой?]
- 1996 — ведущий научный сотрудник
- 2004 — главный научный сотрудник.

Кандидат геолого-минералогических наук (1962), доктор геолого-минералогических наук (1983), профессор (2003)
Область научных интересов — литология, стратиграфия, сравнительный формационный анализ
Районы работ — Северный Урал, Пай-Хой, Сахара.
Скончался 11 января 2010 года в городе Сыктывкаре.

## Награды и звания
- 1970 — Медаль «В ознаменование 100-летия со дня рождения Владимира Ильича Ленина»
- 1975 — Орден «Знак Почета»
- Медаль «Ветеран труда»
- 1979 — Заслуженный деятель науки Коми АССР
- 1999 — Заслуженный деятель науки РФ.